# Conto su di te!
Conto su di te! è un programma televisivo italiano di genere game show, in onda su Rai 2 per due edizioni, dal 29 gennaio 1988 al 2 luglio 1989, nato da un'idea di Jean Yanne e Jacques Antoine.

## Le edizioni

### Prima edizione
La prima edizione è andata in onda il venerdì sera (dal 29 gennaio al 27 maggio 1988), condotta da Jocelyn Hattab con la partecipazione di una giovanissima Emanuela Folliero nel ruolo di arbitro affiancata da Maria Sole Santasilia e dal comico "ragioniere" Enrico Beruschi.

### Seconda edizione
La seconda edizione è andata in onda dal 3 febbraio al 31 marzo la domenica sera e dal 9 aprile al 2 luglio 1989 al venerdi sera: al posto del ragionier Beruschi c'era l'attore comico e ventriloquo Pietro Ghislandi con il suo pupazzo Gioselino, mentre a ricoprire il ruolo di arbitro fu Rosalinda Celentano assieme alla riconfermata Emanuela Folliero.

## Il gioco
Il gioco prevedeva tre coppie di concorrenti (marito e moglie) che dovevano sfidarsi in due prove, che dovevano decidere quale delle tre coppie accedeva al gioco finale per provare a vincere il premio.
Dopo la prima prova di abilità (il gioco di Poyette), la coppia vincitrice accedeva direttamente alla seconda prova mentre la coppia classificatasi al secondo posto, pur accedendo comunque alla seconda prova, doveva riuscire a trovare la cassetta di sicurezza vuota tra sei cassette: qualora fossero riuscita a trovarla avrebbero permesso alla coppia finalista di iniziare il gioco finale senza penalità, altrimenti la coppia finalista avrebbe iniziato il gioco finale con una penalità. La coppia che si classificava al terzo posto della prima prova, che veniva eliminata dal gioco, doveva scegliere una tra le cinque cassette rimaste: la quantità di soldi che vi era nella cassetta prescelta diventava la somma di partenza del gioco finale per la coppia finalista.
La seconda prova, dedicata allo sponsor del gioco Postalmarket, era il "gioco del catalogo" al quale partecipavano le due coppie rimaste in gara. Cominciava il gioco la coppia che era risultata vincitrice nella prima prova di abilità, con i due membri della coppia che venivano isolati visivamente in due cabine, con l'uomo che lo era anche acusticamente tramite cuffia con musica ad alto volume. La donna, sprovvista di cuffia, doveva inizialmente scegliere uno dei quattro articoli di catalogo che le venivano proposti quello di suo gradimento e successivamente veniva comunicata la scelta di gradimento dell'uomo, per cinque "quaterne" di articoli. Successivamente veniva svelato alla donna il numero di articoli scelti in comune da entrambi, e a quel punto doveva scegliere quale articolo tra quelli che aveva scelto voleva "tenere" e quale invece voleva "buttare" (il numero di articoli che doveva obbligatoriamente "buttare" era pari a quelli che la coppia NON aveva scelto in comune): se l'articolo che la donna decideva di "tenere" figurava tra quelli scelti "in comune" finiva nel montepremi della coppia (e in ogni caso veniva vinto da essa). Il meccanismo veniva ripetuto con la coppia che era arrivata seconda nella prima prova di abilità, che era stata inizialmente portata in "camera di sicurezza" e isolata dal momento che le cinque "quaterne" di articoli che venivano proposti erano gli stessi che aveva scelto la coppia precedente. Al termine di questo gioco la coppia che avrà "tenuto" il maggior numero di articoli (o che a parità di articoli tenuti avrà accumulato il montepremi maggiore) accede al gioco finale e riceveva un buono di acquisto di un milione di lire sul catalogo Postalmarket mentre l'altra coppia veniva eliminata e riceveva un buono acquisto di 500mila lire sul catalogo Postalmarket.
Il gioco finale, "Conto su di te", identico al titolo della trasmissione, era quello che vedeva impegnata la coppia finalista. Uno dei due concorrenti (in genere l'uomo) aveva il compito in 14 minuti di contare sia le banconote che costituivano il montepremi di partenza (scelti dopo il primo gioco attraverso le cassette di sicurezza) che una serie di banconote da 50.000 lire che una macchina "sputa-soldi" faceva cadere sul tavolo a cui era seduto, mentre contemporaneamente l'altro concorrente (in genere la donna) doveva rispondere esattamente a delle domande a risposta multipla seduta accanto ad una pulsantiera: per ogni risposta esatta (con possibilità di correggere una parte o interamente una risposta data) si "fermava" la macchina sputa-soldi per un massimo di 15 secondi per poi ricominciare dopo un segnale acustico, mentre per ogni risposta errata non solo la macchina sputa-soldi continuava a far cadere i soldi sul tavolo del concorrente, ma questi riceveva anche un "disturbo" (galline sul tavolo, un clown che spalmava di maionese il viso dell'uomo, donne sexy e provocanti che si esibivano in danze conturbanti, scoppi di petardi e grossi ventilatori che facevano volare le banconote per tutto lo studio) che veniva scelto ed azionato dalla sua partner attraverso uno dei sedici pulsanti dell'apposita pulsantiera, e tale penalità rendeva per lui molto più difficile l'operazione di conteggio delle banconote. Allo scadere del quattordicesimo minuto la macchina spara-soldi si ferma, e il concorrente incaricato di contare i soldi aveva un ulteriore minuto di tempo per memorizzare il quantitativo di banconote sul tavolo più ulteriori 30 secondi per scrivere su di una lavagna che si trovava sul palco il numero esatto di banconote presenti sul tavolo allo scadere dei 14 minuti e quindi la corrispondente somma di denaro. Una macchina conta-soldi provvedeva a quel punto alla verifica, e nel caso in cui la somma di denaro "dichiarata" dal concorrente coincidesse perfettamente con quella espressa dalla macchinetta conta-soldi la coppia finalista vinceva tale somma di denaro, ma in caso di mancata corrispondenza anche solo di 50mila lire per difetto o per eccesso tra montepremi dichiarato dal concorrente e quello espresso dalla macchinetta conta-soldi la coppia finalista tornava a casa senza montepremi.
Nella seconda edizione vi furono delle novità relative alla prima prova: il primo gioco, quello della "cabina telefonica" consisteva nel far indovinare la "parola chiave" a una persona scelta a caso dall'elenco telefonico di una città diversa per ogni puntata: se l'utente cercato non rispondeva al telefono la coppia doveva cercarne un altro fino a quando uno di questi rispondeva, e da quel momento partiva il gioco: in 90 secondi di tempo uno dei due concorrenti doveva dare tutti gli indizi utili ad indovinare la parola misteriosa, che se indovinata permetteva a chi aveva risposto alla telefonata di vincere 3 milioni di lire e alla coppia partecipante al gioco di guadagnare 3 punti se la risposta esatta fosse arrivata entro il 30º secondo, 2 punti entro il 60°, 1 punto entro lo scadere del tempo. Dopo che la prima coppia ha preso parte a tale gioco, questa assieme alle altre due partecipanti alla puntata prendevano parte al gioco denominato "Polvere di gloria", nel quale si doveva preparare il testo e poi portare in scena uno sketch all'interno del quale dovevano essere obbligatoriamente inserite due frasi, scelte ogni volta dagli autori della trasmissione: veniva poi effettuata una votazione segreta di ogni scenetta dapprima dalle varie coppie (la prima coppia che si era esibita veniva votata dalle altre due, e così via), con ogni coppia che poteva ottenere non più di 2 punti) quindi una persona scelta a caso tra il pubblico doveva scegliere quale tra le tre scenette proposte le era piaciuta di più (dando 2 punti alla rispettiva coppia). La seconda coppia partecipante alla puntata prendeva poi parte al già citato gioco della "parola chiave", mentre il gioco successivo era legato alla rubrica Tu come me in cui Rosalinda Celentano intervistava l'ospite della puntata: subito dopo le tre coppie venivano isolate in cabina e dovevano scrivere un sinonimo di ognuna delle cinque parole enunciate dal conduttore, che si riferivano all'intervista: per ogni sinonimo scritto in comune la coppia in questione guadagnava un punto. La terza coppia partecipante alla puntata a quel punto si recava nella "cabina telefonica" per il gioco della "parola chiave", dopodiché la coppia che aveva realizzato meno punti era eliminata, si sedeva in "panchina" e tornava nella puntata successiva.
Le due coppie con i punteggi più alti dopo la prima manche partecipano alla seconda prova, che come nella precedente edizione è il "gioco del catalogo", legato allo sponsor Postalmarket, ma anch'esso aveva delle novità rispetto all'edizione precedente. Una delle due coppie partecipanti era seduta con l'uomo che doveva leggere in 60 secondi la sequenza di caselle di un tabellone in formato 6x6 nel quale in 30 caselle vi erano degli articoli di catalogo e nelle restanti 6 il logo della trasmissione (tale sequenza audio veniva poi registrata e mandata in onda successivamente); una volta "sbendata" e tolta la cuffia alla donna veniva fatta partire la registrazione della sequenza appena detta (che veniva messa in "muto" premendo un pulsante e "disturbata" dal membro femminile della squadra avversaria per non più di 15 secondi, dopo i quali subentrava il membro maschile con lo stesso meccanismo) e la donna in 60 secondi doveva dapprima scrivere e poi leggere la sequenza di caselle che riteneva fosse quella corrispondente a quella nel tabellone. Analogo meccanismo veniva poi ripetuto viceversa, e al termine chi aveva abbinato il maggior numero di caselle del tabellone (o che avesse accumulato il valore più alto degli articoli di catalogo, a parità di caselle abbinate) era la coppia finalista e partecipava al gioco finale, in più entrambe le coppie partecipanti vincevano tutti gli articoli di catalogo che riuscivano ad abbinare nel "gioco del catalogo".
Prima del gioco finale, il concorrente della coppia finalista doveva scegliere un sacchetto tra i dieci che erano presenti all'interno di un'ideale cassaforte: sette di essi avevano soldi al loro interno (tra i 4 e 10 milioni di lire), tre di essi erano vuoti; tale sacchetto veniva destinato alla coppia eliminata nel gioco precedente e diveniva poi oggetto di trattativa tra Jocelyn e la coppia, che doveva decidere se accettare l'offerta del conduttore oppure rifiutare l'offerta e scoprire il contenuto del sacchetto (meccanismo in seguito adottato dalla trasmissione Affari tuoi). Una volta che la coppia aveva fatto la sua scelta non veniva rivelato il contenuto del sacchetto se non al termine del gioco finale e della sigla di coda della trasmissione, ma il componente della coppia finalista doveva scegliere due tra i nove sacchetti rimasti nella cassaforte: il contenuto di quei sacchetti formava la cifra di partenza del "Conto su di te" finale, per il resto invariato nel suo svolgimento e nel suo meccanismo.
Il meccanismo del gioco finale verrà poi riproposto nella sua meccanica in un'altra trasmissione in cui Jocelyn era presente, nelle vesti di regista: Sette per uno.

## Esportazione del format
Il gioco, creato da due francesi, venne prima proposto in Italia, poi nel 1990 fu creata una versione francese per l'emittente La Cinq intitolato Je compte sur toi, da agosto a ottobre del 1990.